# Jack Szostak

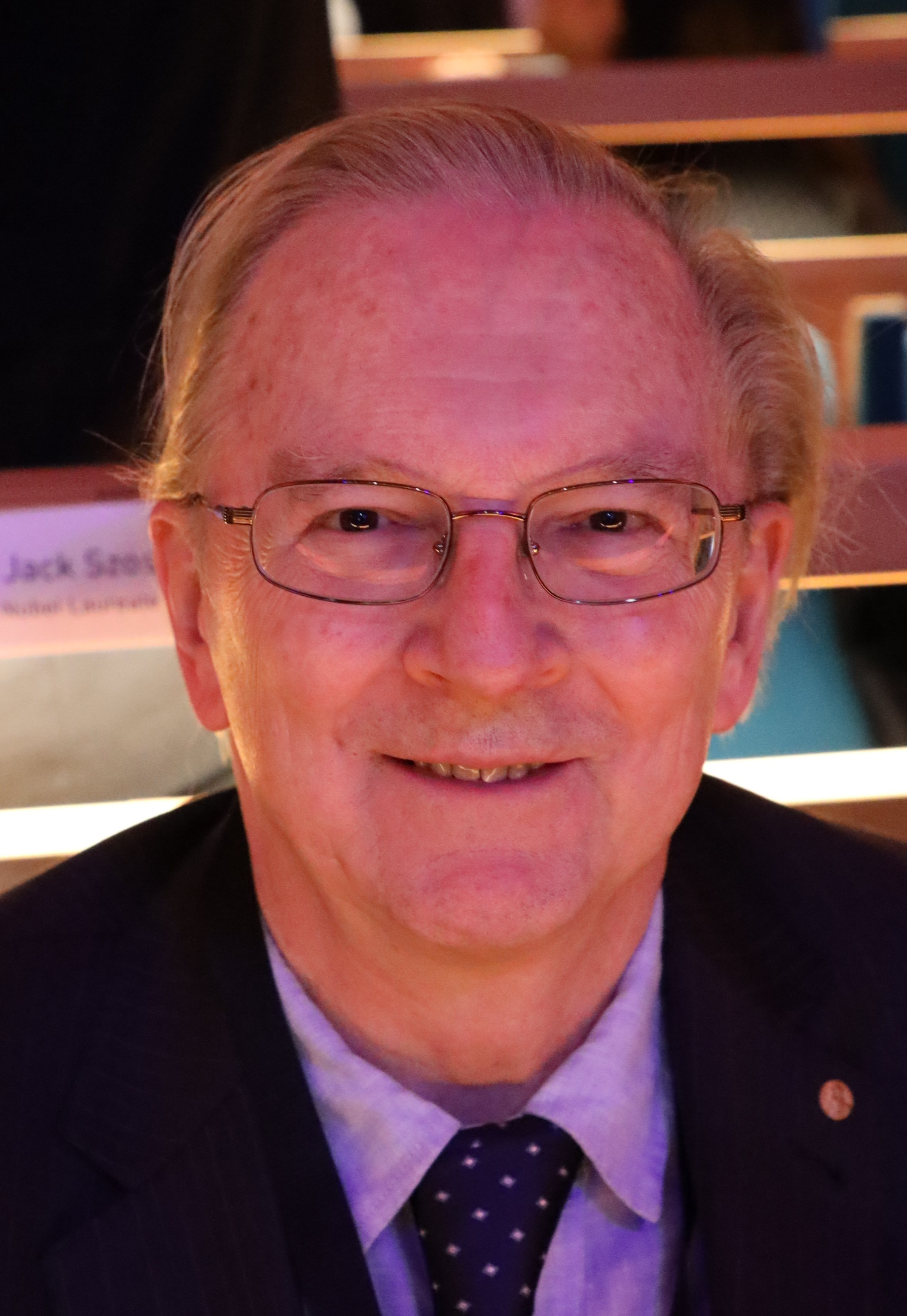
Jack W. Szostak, 2024

Jack William Szostak (* 9. November 1952 in London) ist ein kanadisch-US-amerikanischer Molekularbiologe britisch-polnischer Abstammung, der durch seine Arbeiten über das Enzym Telomerase bekannt wurde.
Ihm wurde zusammen mit Elizabeth Blackburn und Carol W. Greider der Nobelpreis für Physiologie oder Medizin für 2009 zugesprochen.

## Ausbildung
Szostak ist in Montreal und Ottawa in Kanada aufgewachsen. Er erhielt 1972 den Titel eines Bachelor of Science an der McGill University in Montreal, Kanada im Bereich Zellbiologie. 1977 erhielt er den Doktorgrad Ph.D. an der Cornell University in Ithaca, New York für Biochemie. Die folgenden beiden Jahre war er Research Associate an der Cornell University im gleichen Bereich.

## Auszeichnungen

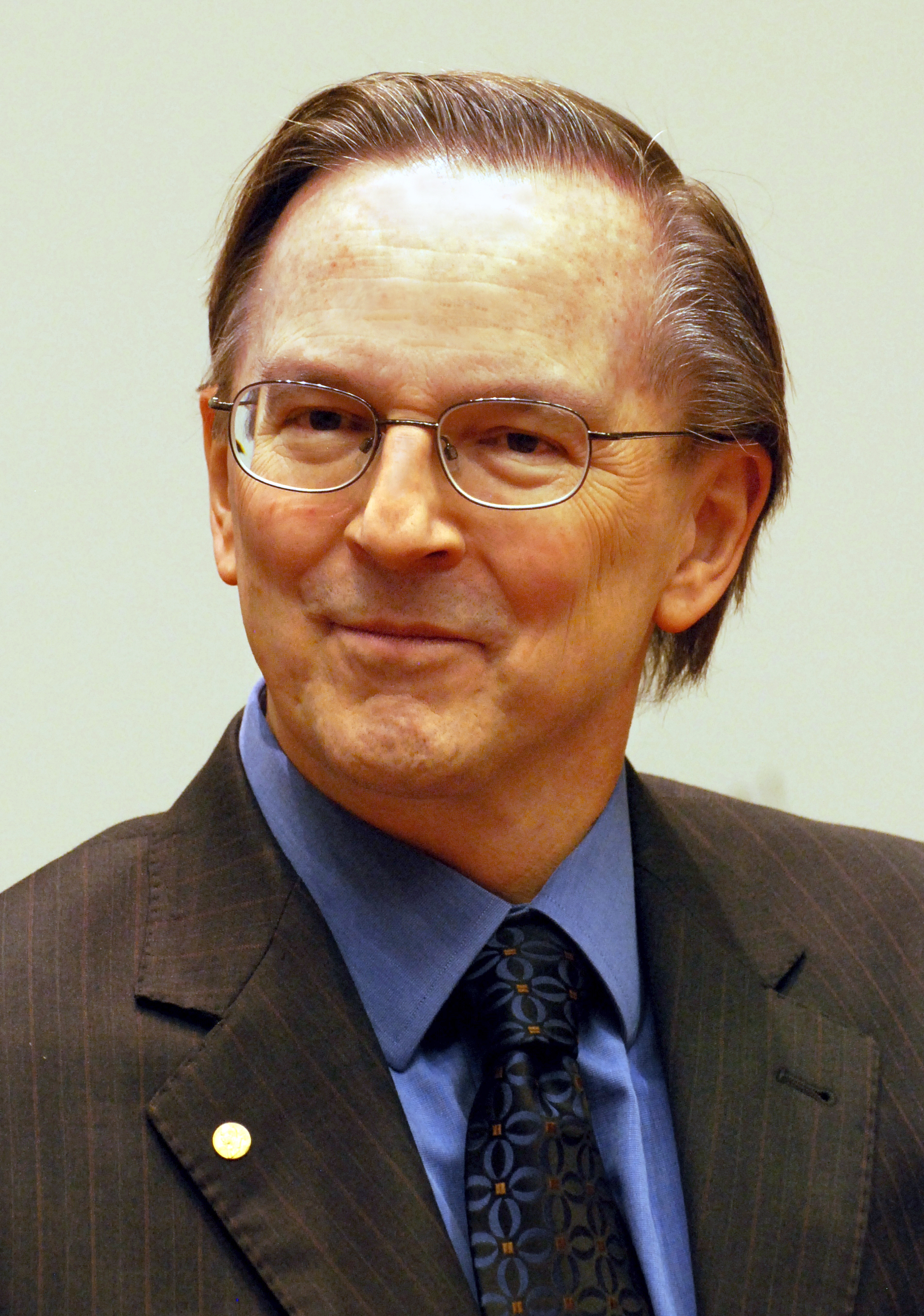
Jack W. Szostak, 2009

Szostak ist Mitglied der National Academy of Sciences (1998), der American Academy of Arts and Sciences (1999), der American Philosophical Society (2012), der Royal Society (2019) und der New York Academy of Sciences. 2006 wurde er Fellow der American Association for the Advancement of Science.
- 1994 National Academy of Sciences Award in Molecular Biology
- 1997 Hans-Sigrist-Preis, Universität Bern, Schweiz
- 2000 Genetics Society of America Medal
- 2006 Albert Lasker Award for Basic Medical Research
- 2008 H.P.-Heineken-Preis für Biochemie und Biophysik
- 2009 Nobelpreis für Physiologie oder Medizin